# Université catholique de Ružomberok
L'Université catholique de Ružomberok (Katolícka univerzita v Ružomberku) est une université située dans la ville de Ružomberok dans le nord de la Slovaquie. Elle fut fondée par une loi de 2000 et fut officiellement établie le 10 juillet 2000.
L'université a quatre facultés :
- Faculté de Théologie (Košice) ;
- Faculté de Philosophie ;
- Faculté de Pedagogique ;
- Faculté de santé.